# 광산 이씨
광산 이씨(光山李氏)는 광주광역시를 본관으로 하는 한국의 성씨이다.  광주 이씨(光州李氏)라고도 한다.   '광산'은 '광주'의 별호다.

## 역사

### 광산 이씨 계보
시조 이정(李靖)의 7대손으로 고려 말에 현달한 이순백(李珣白)·이숙백(李淑白)·이승백(李升白) 3형제 대에서 상서공파(尙書公派)·한림공파(翰林公派)·제학공파(提学公派) 로 분파되었다. 1856년 철종 7년 광주 증심사 선당에서 병진대동보(족보)를 발간하였는데 이 책은 상서공 순백, 한림공 숙백, 제학공 승백 삼조(三祖)의 후손을 모두 등재한 광산이씨 유일의 대동보이다. 병진대동보에 의하면 이정(李靖)을 시조로 하고 있다.
광산이씨가 가장 많이 알려진 계기가 된 것은 순백을 일세(一世)로 한 상서공파이다. 이순백을 一世로 하여 내려 오다가 五世인 이선제(李先齊) 때 이르러 다섯아들(五元으로 불림)때에 이르러 세부적을 분파가 나뉘게 된다.
첫째 아들인 이시원(양심당)의 후손들은 익산파, 낙안파, 광주파로 나뉘게 되고,
둘째 아들인 이찬원(제학공)의 후손은 영광파로 나뉘게 되고,
세째 아들인 이조원(청심당)의 후손들은 능주파, 봉황산파, 강진파, 순천파, 화순파로 나뉘게 되고,
네째 아들인 이한원(세심당)의 후손은 세심당파로 나뉘게 되고,
다섯째 아들인 이형원(성심당)의 후손들은 죽청파, 나주파, 진천 동복파, 진도 동외파, 진도 폐동파, 일곡파 등으로 나뉘게 된다.
1589년(선조 22년) 정여립의 역모사건이 일어나게 된다. 그런데 정여립의 집에서 그당시 동인의 영수였던 이발(순백부터 十世에 해당되며 이선제의 다섯째 아들인 이형원의 후손이다)과 주고 받았던 편지가 발견되었다. 이러한 이유때문에 동인의 영수였던 이발을 비롯한 천여명의 동인이 죽게되어 우리나라 역사상 가장 참혹했던 기축옥사로 기록되고 있다. 심지어 이발의 조상이었던 이선제까지도 직위가 박탈되었음은 물론 동인에 해당되는 사람들은 삼족을 멸하였으니 이발 선생의 82세된 노모와 어린 아들까지도 참형을 받게 되었다. 이사건을 계기로 이발 선생의 친인척까지 죽게 되었으니 이선제의 다섯아들에서 퍼져나간 많은 광산이씨 후손들이 죽게되면서 그 세력이 크게 약화되었다.
한편 숙백의 한림공파 중에는 그의 아들 순(順)이 1374년(공민 왕23) 문과에 급하여 헌납(獻納)을 거쳐 풍해 안렴사를 지냈으며, 그의 맏아들 초(椒)는 조선(朝鮮)이 개국한 후 대사성을, 차남 매(枚)는 영광 교도를 거쳐 참판을 역임했다.
회령 판관을 지낸 림(林)의 아들 형제 중 차남 근생(根生)은 단종이 폐위되고 수양대군(세조)이 등극하자 이를 개탄하여 경북 고령군 성산면 고곡동(慶北高靈郡星山面高谷洞)으로 은거하여 학문에 진력하다가 생(生)을 마치니 그후로 영남파조(嶺南派祖)가 되었다.
한림공파는 장성파, 봉연파, 영남파, 칠곡파, 성주파, 단사동파, 합천파 등으로 이어졌고 승백의 제학공파는 개성파로 이어졌다.

### 광산 이씨 육도보(六度譜)
1) 임오보(壬午譜)
순백 祖를 一世祖(일세조)로 하여 임오년(1762년) 영조 38년에 만들어진 광산이씨 최초의 족보로 전라도 화순 능주 개천사에서 발간하였으며 전 2권으로 내용은 경창부원군(이선제) 유서를 근거로 하고 호산공(이달선) 비문을 기준으로 하였다.
2) 정해보(丁亥譜)
임오보를 간행한 후 65년 만인 정해년(1827년) 순조 27년 전라도 화순 능주 개천사 약사전에서 간행한 상서공 순백 祖의 후손만의 족보로 전 3권이다.
3) 병진대동보(丙辰大同譜)
전 7권이며 이정을 시조로 하고 상서공 순백을 一世祖(일세조)로 하여 1856년 철종 7년 광주 증심사 선당에서 발간하였는데 상서공 순백, 한림공 숙백, 제학공 승백 삼조의 후손을 모두 등재한 광산이씨 유일의 대동보이다.
4) 신사보(辛巳譜)
상서공 순백 祖 후손의 족보로 1881년 고종 18년 앵남 영모각에서 발간하였으며 최초 항열을 도입하였고 전 9권이다.
5)임자보(壬子譜)
상서공 순백 祖 후손의 족보로 전 8권이며 1912년 순종 6년에 영모각에서 발간함.
6) 임진보(壬辰譜)
임자보 이후 100년이 되었기에 족보 수보 편찬을 절실히 느끼고 임진년(2012년)에 시작하여 2013년 완성하였지만 임진보라 칭하고 문헌록 1권 손록 3권 등 총 4권으로 영모각을 보청으로 하였다.

### 그 외 분적된 관향
그 외 광산 이씨에서 분적된 성씨 본관에는 낙안 이씨(樂安 李氏) 등이 있다.

## 인물
인물은 다음과 같다.

### 이정
이정(李靖)은 광산 이씨의 성을 사용한 첫 번째 조상으로 향공진사를 지냈다. 1856년 철종7년에 상서공 순백, 한림공 숙백, 제학공 승백, 3형제파가 합의하여 광주 증심사 선당에서 병진대동보를 발간하였는데 여기서 이 사람을 시조로 정하였다.

### 이순백
이순백(珣白)은 이정(李靖)의 8세손으로 1320년(충숙왕 7년) 상왕이 원나라 환자의 참소로 토번(吐蕃)으로 유배되자 홀로 상왕을 호종하였으며 1322년(충숙왕 10년) 방환하는데 공을 세워 한림학사 사공 상서좌복야에 이르렀다. 은청광록대부 광산부원군에 봉해지고 시호 충장(忠莊)을 하사 받았다. 1856년 철종7년에 상서공 순백, 한림공 숙백, 제학공 승백, 3형제파가 합의하여 광주 증심사 선당에서 병진대동보를 발간하였는데 상서공파에서는 이 사람을 일세(一世)로 정하여 오늘에 이르고 있다.

### 이선제
이선제(李先齊)는 호는 필문(蓽門)으로 1389년 광주시 대촌면 이장리에서 태어나 양촌 권근, 매헌 권우에게 글을 배우고 문과에 급제하여 집현전 학사, 예문관사관, 경연청, 첨사원동첨사, 병조참의, 강원도 관찰사, 예조참판, 공조참판을 하시고 정조사로 명나라에 다녀왔으며 문종 때에는 예문관 제학, 춘추관 동지사, 세자 시강원을 지내고 특히 사관으로서 태종실록, 고려사, 고려사 절요 등의 수사관으로 편찬에 참여하였으며 세종임금과 더불어 많은 정사를 논의 하였고 필문(公의 호)의 초상화를 병풍에 그려놓을 정도로 믿고 사랑하였다. 선생은 집현전 학사로서 세종 5년부터 25년까지 20년간 왕을 보필하며 훈민정음 창제와 용비어천가 주해, 동국정운, 서서언해, 등 문화유산으로써 귀중한 사업을 이루는데 참여하였고, 고려사 절요, 효행록, 삼상행실 편찬에 참여하였으며, 특히 당대 수재들만 모인 집현전의 20명 학사 중에 부수장으로 박팽년, 성삼문, 정인지 등과 고려사를 개찬하였으며 정책 입안자로도 큰 공을 세웠으니 정치 문제를 토의하고 강론하였으며 세종실록에 의하면 이재(理財)에 대한 상소로 나라 재정을 튼튼히 하고 군제를 실시하여 국방을 확고히 하였으며 시의소(試醫疏)를 올려 보건정책에 크게 이바지 하였고 단군성전 건립을 주청하고 우리 국민의 국조 숭모정신을 고취시켰다. 한편 후진에게 글을 가르쳐 호남 문현의 개방자로 추대되었으며 향약을 만들어 학식이 있고 가문이 좋은 젊은 학사 30인을 지도하고 90인을 유적에 올리고 그들로 하여금 향풍순화의 시범이 되게 하였으며 무진군으로 강등된 광주를 공의 상소로 광주목으로 원상 회복하였으며 1453년에돌아가시니 이조판서와 예문관 대제학에 추증되었다.

### 이조원
이조원(李調元)은 호가 청심당(淸心堂)으로 1433년(세종 15년)에 광주시 대촌면 이장리에서 이선제의 셋째 아들로 태어나 1510년(중종 5년)에 죽었다. 천품이 고아(高雅)한 그는 과거에 뜻을 두지 않고　독학으로 학문이 대성하였고, 부친 필문의 학통을 이어 문장과 도학이 당세의 종사(宗師)라 추앙되었다. 조정에서 그것을 알고 두 번이나 벼슬자리에 불렀으나 단종 폐위와 세조의 왕위 찬탈에 실망하여 불취(不就)하였고 조선왕족 실록에 의하면 전라 경상 양도의 어사에 특명되어 어쩔 수 없이　벼슬길에 올라 반상의 신분 질서 논란을 막고 탐관오리를 탐색하여 정리하였고 성종초에 이조정랑의 벼슬을 제수하였으나 끝내 출사하지 않고 고향에서 도학군자로서 제자들 학문지도에 여생을 마치니 청백리로 이름이 높았다. 추후 예조참판으로 추증받았으며 그 문하에서 박원형, 신승선, 이경균, 이원휘, 하숭, 고운과 같은 명신을 배출하였다. 특히 시문에도 뛰어나 단종폐위(端宗廢位)를 비탄한 "연화조(蓮花操)"와 고향에 돌아와 살면서 우국충정을 읊은 「환향가(還鄕歌)」는 훈민정음 창제 당시 국한문을 혼용한 최고의 시조로서 귀중한 국문 사료로 꼽힌다.

### 이발
이발(李潑)은 조선시대 중기의 문신으로 1544년(중종 39년) 중호의 차남으로 출생하여 1589년(선조 22년) 45세를 일기로 돌아가신 동인의 영수였고 호는 동암(東巖)이다. 선조 조에 알성 장원급제 하시고 호당(독서당)에 올라 학문을 연구하였으며 이조정랑 홍문관 응교 부제학 홍문관 수장, 사간원 대사간, 성균관 대사성을 역임하시고 사림의 추앙을 받다가 동서인 당색에서 동인의 영수로 서인인 수구파와 대립하고 국정을 혁신하고 조광조의 지치주의와 왕도정치를 펴고자 헌신하셨다. 1589년 정여립 역모사건에 휘말려 삭탈관직 당하고 신문중에 죽었다.
기축옥사로 불리는 정여립 역모사건에 휘말린 동인은 천여명이 죽거나 유배를 당했으며 삼족을 멸하였으니 우리나라 역사상 가장참혹했던 사화로 기록되었다. 특히 이발선생의 82세된 노모와 어린 아들까지 참형을 받았다. 1624년(인조 2년)에 영의정 이원익의 상소로 신원되어 이급, 이발, 이길 3형제가 역모의 죄가 없다는 것을 백일하에 선포하게 되었고 1691년에 이조참판으로 증직되었다.

### 이길
이길(李洁)은 1550년(명종 5년)에 중호의 3남으로 태어나 1589년 (선조 22년) 39세의 일기로 돌아가셨고 호는 남계(南溪)이며 이발은 자신의 형이 된다. 조선 중기 1577년(선조 10년) 태묘 별시 문과 부장원으로 급제하여 사간원 정언, 홍문관 수찬, 강원도 순무어사, 의정부사인, 홍문관 직제학으로 선조와 가장 가까운 곳에서 일하며 형인 이발과 함께 조광조의 왕도정치를 실현하다가 1589년 기축옥사에 연류되어 형 북산 이급, 동암 이발과 함께 매에 못 이겨 생을 마쳤다. 1624년(인조 2년)에 신원되고 1691년(숙종 17년)에 부제학으로 추증되었다.

### 이서
1566(명종 21)∼1651(효종2). 조선 중·후기의 문신·학자로 본관은 광산(光山). 자는 이직(以直), 호는 동호(東湖). 아버지는 진천현감 홍우(弘宇)이며, 어머니는 진주강씨(晉州姜氏)로 동부참봉 개(漑)의 딸이다. 정구(鄭逑)의 문하에서 수학하였다.
1605년(선조 38) 진사시에 2등으로 합격한 뒤 천거를 받아 황산찰방에 잠시 재직하였다. 이어 스승이 권신(權臣)의 배척을 받아 향리로 돌아가자 벼슬에 뜻을 버리고 성주에서 스승과 함께 학문을 강론하면서 송대 유학자들의 예설(禮說)을 담은 『오선생예설(五先生禮說)』을 편집하였다.
1620년(광해군 12) 스승이 타계하자 심상(心喪) 3년을 입고 회연서원(檜淵書院)과 비각을 세우는 한편, 『한강집(寒岡集)』을 간행하였다. 1626년(인조 4) 사축서별제에 임명되고 이듬해에 일어난 정묘호란에 임금을 호위한 공로로 6품에 승진하였다.
이어 얼마 뒤 활인서별제와 의금부도사 등에 임명되었으나 나아가지 않았다. 만년에는 고향인 승호(承湖)에서 후진교육에 힘쓰는 한편, 스승의 『한강언행록(寒岡言行錄)』을 편집하였다.
사후에 문인들이 ‘덕요선생(德耀先生)’이라 칭하였으며 스승·아버지 등과 더불어 성주의 회연서원에 제향되었다. 저서로는 『동호문집』 3권 2책이 있다.

## 광산 이씨 지역별 현황

### 강진 광산 이씨
광산이씨의 시조 이정으로부터 그의 8세손인 순백(맏 아들)을 중시조로 하여 1世가 시작이 되고 5世가 고려사를 편찬했던 이선제선생이다. 8世에 이르러 행강 이희(李憙)선생에 이르러 전남 강진에 정착을 하게 된다. 행강 이희(李憙)선생은 조선 성종때 태어나서 중종때 문과에 급제하여 벼슬길에 올라, 여러관직을 두루거치고 대사간의 벼슬을 하신 덕망이 높은 분이셨다. 이로부터 강진 광산이씨는 전라도 강진을 중심으로 주거지가 확장이 되었다. 현재 전남 강진군 성전면 수양리에 수암서원이 있는데 이희선생은 그곳에 배향되어 있다.
다른 광산이씨 상서공파에 비해 기축옥사때 받은 피해가 적다고 적다고 한다. 그 이유는 행강 이희선생의 조부에 해당되는 청심당 이조원선생의 딸이 고경명 선생의 할머니가 되신다. 기축옥사 당시의 서인에 속했던 고경명선생의 도움으로 큰화를 피하게 되었다고 전해진다.

### 진도 광산 이씨
광산이씨가 진도군에 많이 모여 사는 이유는 1589년 기축옥사(己丑獄死)의 화란을 피해 진도로 피신했기 때문이다. 기축옥사는 동인과 서인의 당쟁 속에서 정여립(鄭汝立, 1544~1589)의 모반을 조작해 동인(東人)들을 숙청했던 사건이다. 이때 동인계의 실권 배후인물이었던 광산이씨 이발(李潑, 1544~1589)과 그의 형제, 어머니, 아들 등 삼족이 죽임을 당하는 참화를 입게 되었다. 이때의 화를 피해 이발의 6촌 이윤(1573~?)의 아들 이근(李槿, 1602~1630)은 목포 달리도를 거쳐 이길(李洁, 1550~1589)의 아들 이원섭(李元燮)과 함께 진도군 고군면 원포로 들어왔고, 이발의 또 다른 6촌인 이원준(李元濬)은 진도군 의신면 중리에 자리를 잡았다.
1) 세거 현 황
진도군 임회면 피동에 자리를 잡은 광산이씨 집안의 일부 사람들은 용산으로 거주지를 옮겼고, 고군면 원포에 자리를 잡은 광산이씨 집안은 의신면 거룡과 읍내 동외리로 주거지를 확장했다. 의신면 중리로 들어온 이원준 후손들은 임회면 죽림, 읍내 남동, 지산면 삼당리, 임회면 팽목리, 지산면 사천리, 의신면 옥대 등에 자리를 잡았다. 이 집안을 남외파라 한다. 이원섭의 집안은 동외파라 하는데 동외파 중 일부가 조도면 성남도를 거쳐 조도면에 퍼졌다.
2)묘역
2002년에 광산이씨 5백 위를 모신 경모사를 진도군 진도읍 남산리에 세웠다.

## 주요 세거지
- 충청북도 괴산군 괴산읍 검승리
- 전라남도 화순군 도곡면 죽청리
- 전라남도 화순군 도암면 천태리
- 전라남도 화순군 도암면 등광리
- 전라남도 화순군 이서면 도석리
- 전라남도 나주시 왕곡면 옥곡리
- 전라남도 강진군 성전면 수양리
- 전라남도 신안군
- 경상북도 고령군 성산면 고탄리, 삼대리
- 경상북도 성주군 선남면 취곡리
- 경상북도 김천시 봉산면 광천리(돈목)
- 대구광역시 달성군 논공읍 삼리리
- 광주광역시 광산구
- 인천광역시 부평구 부평1동
- 광주광역시 북구 일곡동 운암동

## 광산 이씨 전국 분포도 현황
광산 이씨 전국 분포도 현황은 다음과 같으며, 2010년 통계청에서 발표된 자료를 인용하였다.
| 시도       | 가구수 | 남    | 여    | 계    |
| ---------- | ------ | ----- | ----- | ----- |
| 서울특별시 | 2,574  | 4,260 | 4,137 | 8,397 |
| 부산광역시 | 396    | 708   | 599   | 1,307 |
| 대구광역시 | 676    | 1,195 | 951   | 2,146 |
| 인천광역시 | 425    | 679   | 709   | 1,388 |
| 광주광역시 | 2,195  | 3,799 | 3,436 | 7,235 |
| 대전광역시 | 146    | 239   | 230   | 469   |
| 울산광역시 | 96     | 169   | 145   | 314   |
| 경기도     | 1,718  | 2,962 | 2,866 | 5,828 |
| 강원도     | 95     | 148   | 151   | 299   |
| 충청북도   | 91     | 134   | 163   | 297   |
| 충청남도   | 151    | 243   | 270   | 513   |
| 전라북도   | 471    | 712   | 710   | 1,422 |
| 전라남도   | 1,837  | 2,775 | 2,593 | 5,368 |
| 경상북도   | 261    | 417   | 406   | 823   |
| 경상남도   | 181    | 297   | 302   | 599   |
| 제주도     | 104    | 184   | 152   | 336   |

## 조선왕실과의 인척 관계
- 창선군(태조 이복 아우 의안군의 친손자)비 정경부인 낙안 이씨

## 인접 본관
- 광산 김씨
- 광산 탁씨
- 광주 노씨
- 금성 나씨
- 금성 범씨
- 남평 문씨
- 순천 김씨
- 반남 박씨